# 達成線
達成線（たっせいせん、中文表記: 达成铁路）は中華人民共和国四川省達州市と成都市を結ぶ全長353kmの高速鉄道路線（一部）。東側の達州市三匯鎮駅を起点とし、営山・南充・蓬渓・遂寧・金堂など11県市を経由し、長江の重要な支流である渠江・嘉陵江・涪江・沱江をまたぎ、西側の成都市八里駅を終点とする。

## 高速化
達成線の高速化は、2005年5月に着工された。遂寧・成都間は、遂成線として250km/hの運行が可能な高速別線が建設され、従来の線は単線のまま電化された。達州（三匯）・遂寧間は、既存線の改造、または平行別線を建設し、旧線は廃止されることになった。

## 歴史
- 1992年6月：着工。
- 1997年11月：開通。
- 2005年5月：高速化工事を着工。
- 2009年7月7日：全線が複線化で開通。[1]
- 2010年9月20日：CRH1型電車が、達州駅から成都まで運行開始。